# 括地圖
《括地圖》是一本漢朝佚名著的志怪小說，原書久佚，作者不詳。
《括地图》之書名似沿自纬书《河图括地象》，其書久佚，少數佚文散见於《艺文类聚》、《初学记》、《太平御览》等书引文之中。觀其內容很大程度上模仿《山海经》而作，例如穿胸民、奇肱民、丈夫民、大人国、白民、君子民等皆與《山海经》有關連；关于大人国部分，《山海经•海外东经》载：“大人国在其北，为人大，坐而削船。”然而，《括地图》所载的大人国特征在於長壽，曰：“大人国，其民孕三十六年而生儿，生儿长大能乘云，盖龙类，去会稽四万六千里。”清代王謨曾根據這些引用的書籍，將其內容集成一卷。清人黄奭《黄氏逸书考》辑出此书佚文三十六条，附《河图括地象》書後。學折李剑国以為：“《括地图》是继《山海经》之后又一重要地理博物体志怪小说，大大丰富了远国异民传说系统。”